# Eudiaptomus anatolicus
Eudiaptomus anatolicus is een eenoogkreeftjessoort uit de familie van de Diaptomidae. De wetenschappelijke naam van de soort is voor het eerst geldig gepubliceerd in 1998 door Gündüz.